# UCI Centre mondial du cyclisme
Het Centre mondial du cyclisme (Engels: World Cycling Centre) is het hoofdkwartier van de UCI. Het complex is gelegen in het Zwitserse Aigle.
Het complex werd ingehuldigd naar aanleiding van de honderdste verjaardag van de organisatie.
Naast de bureaus van het hoofdkwartier van de UCI bevindt zich in het complex ook een uitgebreid trainingscentrum met een overdekte houten velodroom ontworpen door het gespecialiseerde Duitse architectenbureau Schürmann met een piste van 200 meter met tribunes met 680 zitplaatsen, een synthetische atletiekpiste van 250 m, een ruimte voor gewichtheffen, 400 m lange BMX circuits met starthoogte op respectievelijk 8 en 5 meter hoogte, een Finse piste van 500 m, een polyvalente multisportarena met een vloeroppervlakte van 1.800 m², een zaal voor artistiek turnen van 700 m², permanente expositieruimte, conferentiezalen voor 110 personen en een restaurant met 100 couverts, met een terras aan de oever van de Rhône. Het trainings- en opleidingscentrum is door het Internationaal Olympisch Comité erkend als olympisch opleidingscentrum. Er werden sinds de opening in 2002 al meer dan 1.000 wielrenners opgeleid in de vele trainingskampen die in het centrum werden ingericht met jaarlijks circa 100 deelnemers. Sinds 2009 worden hier ook ploegleiders opgeleid.

## Beelden

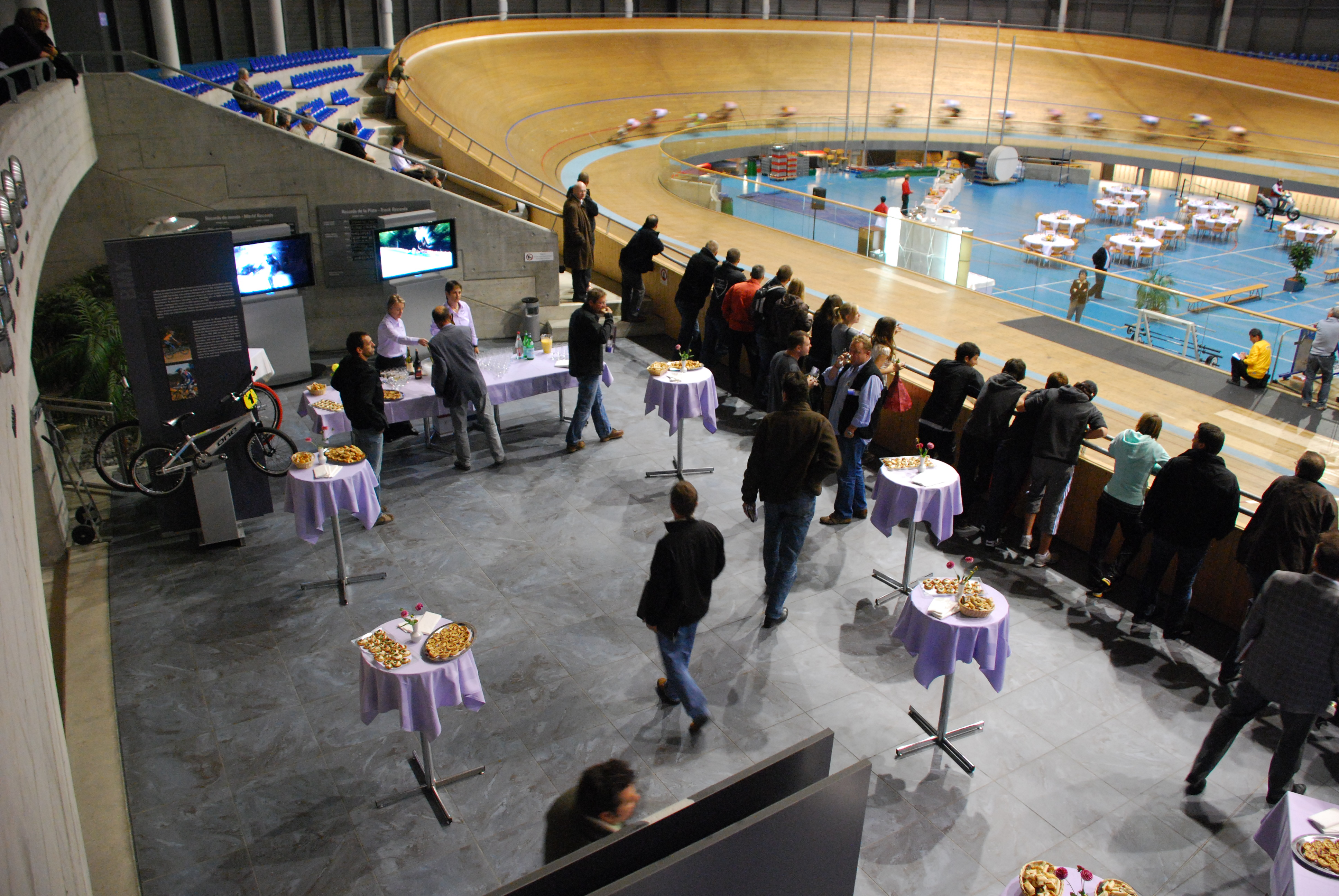
Ontvangstruimte bij de velodroom
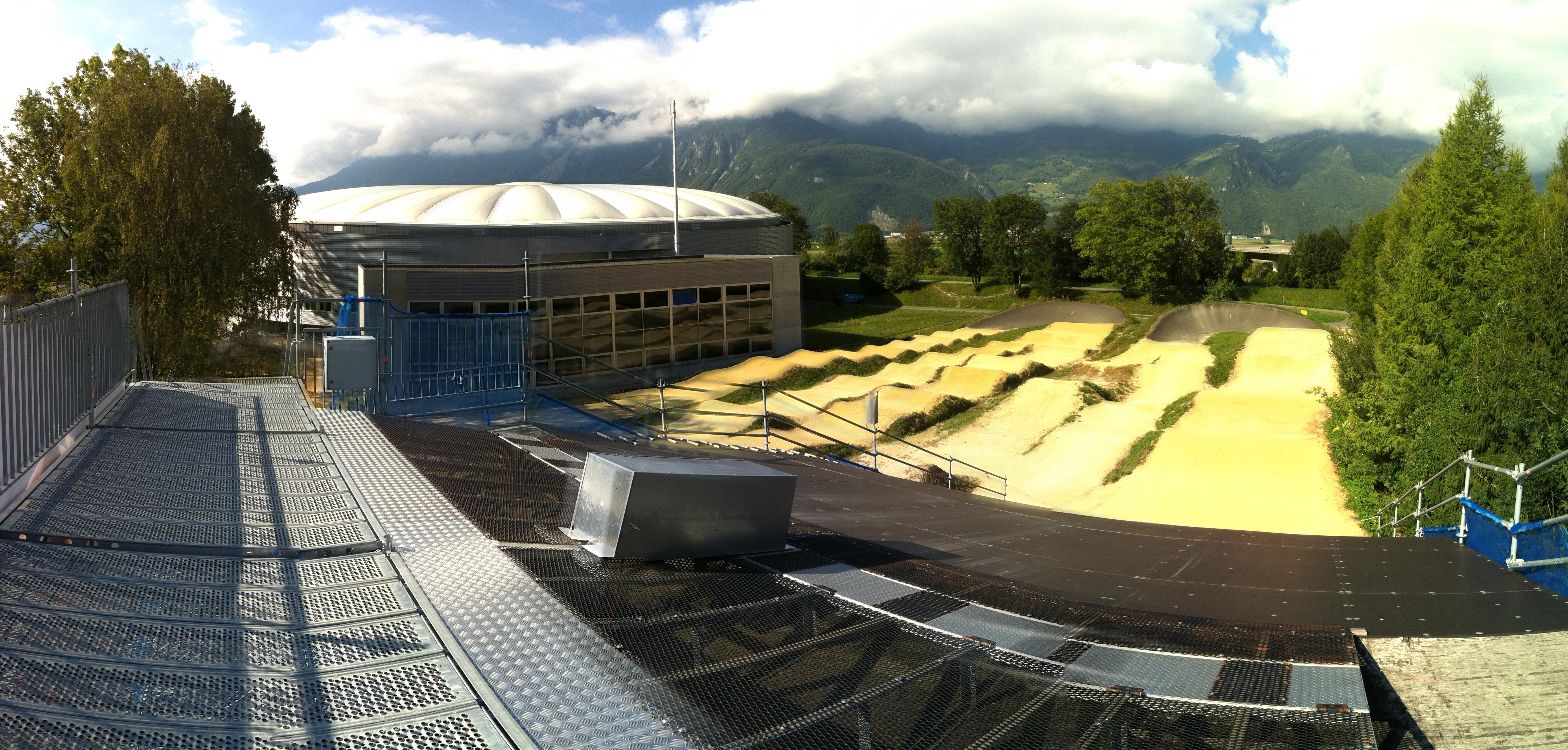
BMX-piste van het Centre Mondial du Cyclisme